# Битва у Ангривариевского вала
Би́тва у Агрива́риевского ва́ла – крупное сражение между вторгшимися в Германию римлянами под командованием Германика и ополчением германских племён под командованием Арминия, произошедшее в 16 году, ставшее последним крупным сражением походов Германика. Основной источник – «Анналы» Тацита.

## Силы сторон

### Римляне
Перед битвой при Идиставизо, которая произошла несколькими днями или неделями ранее, у Германика было восемь легионов со вспомогательными войсками; среди них Тацит упоминает германских союзников римлян, таких как батавы (особенно кавалерия), хавки, а также кельты, в частности, франки, белги и множество других народностей в составе вспомогательных войск. В рядах армии упоминаются конные и пешие лучники. Численность войск германцев у римлян неизвестна, но она могла быть значительной.
Основная численность легиона, составляющая около 8 тысяч человек, впоследствии не смогла принять участие в битве. Численность войск стоит вычесть из войск, оставшихся в гарнизонах, а также войск, обеспечивающих снабжение и пути сообщения, а также потерь в предыдущих сражениях. Историк Ханс Дельбрюк оценивает численность римской армии в походе 16 года в не менее 50 тысяч человек; другие же оценивают численность в 80 и 100 тысяч человек, что принято считать преувеличением.

### Войска Арминия
Ещё тяжёлее оценить численность войск в распорядительстве херусков под командованием Арминия, но вероятнее всего, его войска были сильнее, чем в прошлом году. Союзниками херусков были племена, участвовавшие в разгроме легионов Вара в Тевтобургском лесу. Военные действия Германика были направлены именно против них.  Поэтому можно предположить, что бруктеры и марсы входили в коалицию. Легионные орлы, захваченные после разгрома Вара, были изъяты у обоих племен. Кроме того, к союзникам причисляются узипеты, тенктеры и тубанты.
Хатты, наряду с херусками и ангривариями, входят в число трёх племён, которые Тацит особенно выделяет в своём рассказе о триумфе Германика в 17 году:
Цезарь [Германик] одержал победу над  херусками, хеттами и ангривариями, а также над другими племенами, населявшими [землю] вплоть до Эльбы